# オリオール・ロメウ
オリオール・ロメウ・ビダル（Oriol Romeu Vidal, 1991年9月24日 - ）は、スペイン・カタルーニャ州ウルデコナ出身のサッカー選手。ポジションはミッドフィールダー。ラ・リーガ・FCバルセロナ所属。カタルーニャ代表。

## 経歴
2008-09シーズン終盤よりルイス・エンリケ監督率いるFCバルセロナBに昇格し、2010-11シーズンにはジョゼップ・グアルディオラ率いるトップチームで1試合出場。
2011年8月4日、イングランド・プレミアリーグのチェルシーFCへ移籍。移籍金は500万ユーロ。バルセロナの買い戻しオプションは2012年で1000万ユーロ、2013年では1500万ユーロに設定されている。
2013年7月12日、バレンシアCFに1年間のレンタル移籍が決定。
2014年8月4日、VfBシュトゥットガルトへ1年間の期限付き移籍。
2015年8月12日、サウサンプトンFCに3年契約で完全移籍した。2016-17シーズンにはクロード・ピュエル監督の信頼を掴み、中盤の要としてレギュラーに定着。2017年1月24日にはサウサンプトンとの契約を4年半延長し、シーズン終了後にはサポーターからシーズンMVPに選出された。
2022年9月1日、フリーでジローナFCへ移籍し、3年契約を結んだ。
2023年7月19日、古巣FCバルセロナへ3年契約で移籍することが決定した。
2024年8月5日、ジローナにレンタル移籍した。

## 国際キャリア
2008年にスペイン代表として、UEFA U-17欧州選手権で4試合に出場し、チームの優勝に貢献した。
2009年にバルセロナでプロデビューを果たした後、19歳以下および20歳以下の代表チームでも主力となり、2010年に行われた UEFA U-19欧州選手権予選では重要な役割を果たした。
2012年ロンドンオリンピックでもU-23スペイン代表として招集されたが、グループステージで敗退した。

## プライベート
ロメウは幼少期に祖父と一緒に家の廊下でサッカーを楽しんだ経験があり、祖父から「審判へのコメントを避ける」「ペナルティの前に深呼吸をする」「試合中にトラブルを避け、試合後に誠実な自己評価を忘れず」など、多くの教えを受けたと語っている。
チェルシー移籍時には、同じスペイン人選手だったファン・マタの影響もあり、文学や執筆への関心が芽生えた。以降、週に2冊ほど本を読む習慣を続け、読書と執筆を通じて精神的なバランスを保っている。なお、ロメウは2021年に自身の著作『La temporada de mi vida (The Season of My Life)』を出版し、当時の心境やプロ選手の日常を率直に綴っている。
また、ロメウは複数の言語を習得しようと努力しており、カタルーニャ語とスペイン語は流暢で、英語とドイツ語も堪能。さらにフランス語や日本語の学習にも取り組んでいるという。将来的には、数年間日本に住むことも視野に入れていると語っている。

## タイトル

### クラブ
バルセロナ
- スーペルコパ・デ・エスパーニャ : 1回 (2010)

チェルシー
- FAカップ : 1回 (2011-12)
- UEFAチャンピオンズリーグ : 1回 (2011-12)

### 代表
U-17スペイン代表
- UEFA U-17欧州選手権 : 1回 (2008)

### 個人
- サウサンプトンFCシーズン最優秀選手賞 : 1回 (2016-17)